# 李景溫
李景温（?—?），字德己，唐朝太原文水人。李憕曾孙，李彭之孙，李宏第三子。
李景温与哥哥李景讓、李景庄，自元和后，相继以进士登第。李景温登第后历践台阁，官至谏议大夫。咸通七年（866年）十一月，以礼部郎中李景温、吏部员外郎高湘试拔萃选人。咸通年间，担任福建观察使，自工部侍郎出为华州刺史、潼关防御、镇国军使，有政绩。入朝为尚书右丞。卢携当国，其弟卢隐自博士升任水部员外郎，材下资浅，无人敢说，李景温不许他赴尚书省任职。当时旧例久废，人们都认为李景温做得对。